# Dzharatitanis
Dzharatitanis kingi is een plantenetende sauropode dinosauriër, behorende tot de Neosauropoda, die tijdens het late Krijt leefde in het gebied van het huidige Oezbekistan.

## Vondst en naamgeving
In 1997 vonden Hans Dieter-Sues en David J. Ward, deel van de Uzbek-Russian-British-American-Canadian Paleontological Expedition ofwel URBAC, een wervel van een sauropode bij Dzjarakoedoek, 32 kilometer ten zuidwesten van Minboelak. De vondst werd in 2015 gemeld in de wetenschappelijke literatuur en in eerste instantie werd toegewezen aan een nog onbenoemd lid van de Titanosauria waarvan in het gebied meer resten waren ontdekt. Dit werd herhaald in een publicatie uit 2017. Bij nader inzien ging het echter om een ander taxon.
In 2021 werd de typesoort Dzharatitanis kingi benoemd en beschreven door Alexandr Awerianow en Sues. De geslachtsnaam verbindt een verwijzing naar Dzjarakoedoek met het Grieks Titaan. Er werd gekozen voor de vrouwelijke vorm titanis omdat Dzjara ook vrouwelijk is. De soortaanduiding eert wijlen de geoloog Christopher King, overleden in 2015. Omdat de naam werd gepubliceerd in een elektronisch tijdschrift waren Life Science Identifiers nodig voor de geldigheid ervan. Deze zijn 1EEBE657-A1F2-4165-9E83-43479ED5CE6B voor het geslacht en E3DB1711-8BD1-4834-8268-5A11004C0463 voor de soort.
Het holotype USNM 538127, is gevonden in een laag van de Bissektiformatie die dateert uit het Turonien, ongeveer negentig miljoen jaar oud. Het bestaat uit een eerste staartwervel. Het is het enige fossiel dat met zekerheid van de soort bekend is. Van sommige fossielen wordt echter vermoed dat ze wel eens van Dzharatitanis zouden kunnen zijn, zoals de ruggenwervel van een jong dier USNM 538133 en de middelste staartwervel ZIN PH 962/16. De identiteit valt echter lastig te bewijzen, ook omdat de bouw niet in ieder detail de verwachte kenmerken toont. Ook bepaalde in de formatie gevonden tanden zouden van Dzharatitanis kunnen zijn.

## Beschrijving

### Grootte en onderscheidende kenmerken

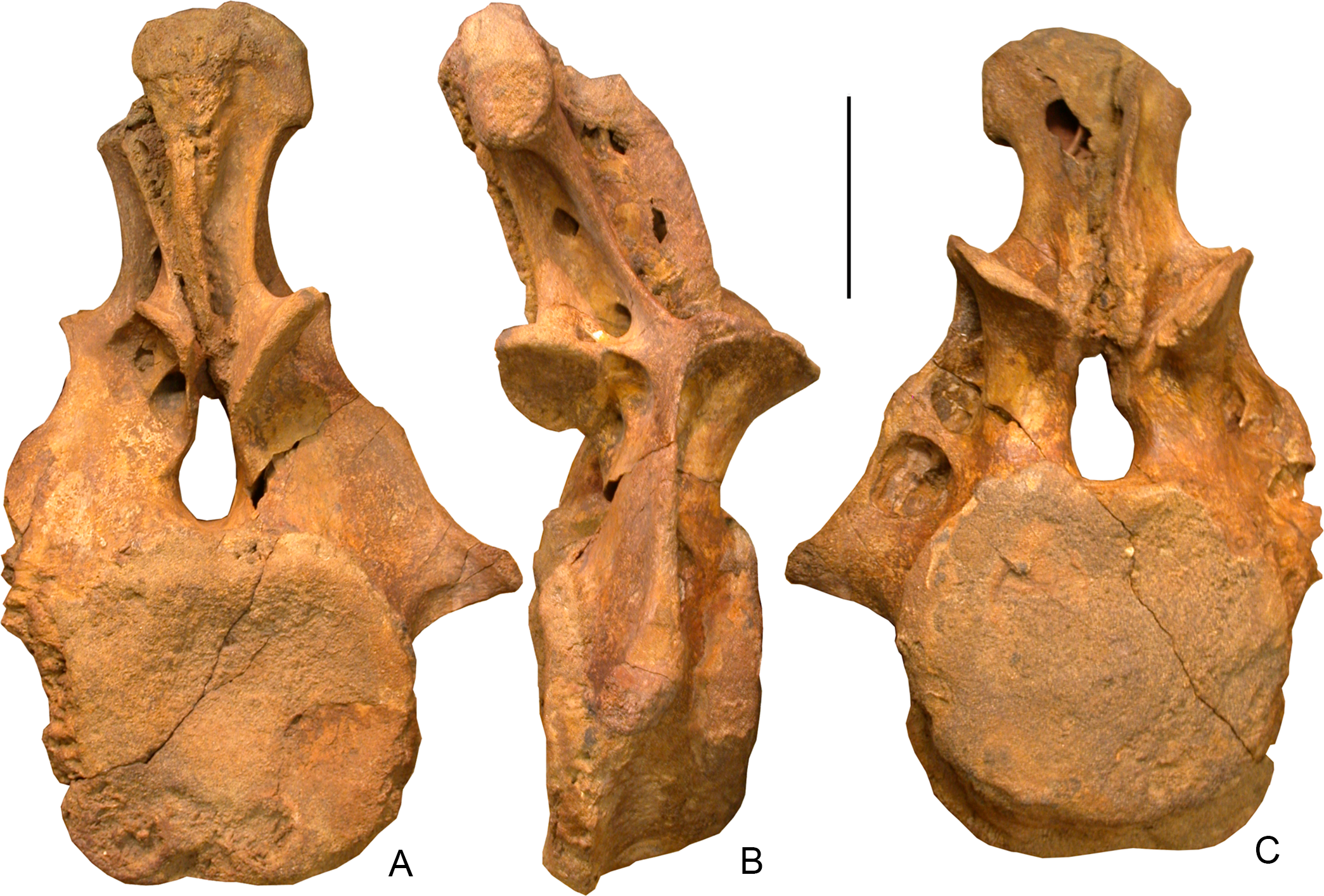
Het holotype bezien van achteren (A), op de rechterzijkant (B), en van voren (C)

De lichaamslengte van Dzaharatitanis is gezien de beperkte resten moeilijk vast te stellen. Het dier was vermoedelijk een vrij kleine sauropode aangezien de horizontale lengte van de wervel nog geen tien centimeter bedraagt. De wervel is een veertig centimeter hoog.
De beschrijvers wisten geen autapomorfie te vinden, unieke afgeleide eigenschap. Wel gaven ze een reeks kenmerken waarin Dzharatitanis van sommige verwanten verschilt en die dus een unieke combinatie van op zich niet unieke eigenschappen vormt. Bij de eerste staartwervel is de voorkant van het wervellichaam bol. Het wervellichaam heeft geen pleurocoel, pneumatische uitholling op de zijde. Het zijuitsteeksel is vleugelvormig. De onderzijde van het zijuitsteeksel steekt schuin omhoog. De fossa prezygapophysealis centrodiapophysealis (PRCDF), de uitholling die tussen het voorste gewrichtsuitsteeksel en de richel onder het zijuitsteeksel ligt, is ondiep. De lamina interprezygapophysealis (TPRL), de gebruikelijke dwarsrichel tussen de voorste gewrichtsuitsteeksels, ontbreekt. De onderzijden van de gepaarde voorste gewrichtsuitsteeksels raken elkaar niet. De onderzijden van de gepaarde achterste gewrichtsuitsteeksels raken elkaar niet. Een richel als restant van een hyposfeen, achterste secundair gewrichtsuitsteeksel, ontbreekt. De lamina spinoprezygapophysealis (SPRL), de richel tussen het doornuitsteeksel en het voorste gewrichtsuitsteeksel, en de lamina spinopostzygapophysealis (SPOL), de richel tussen het doornuitsteeksel en het achterste gewrichtsuitsteeksel, raken elkaar niet. De zijkant van het doornuitsteeksel heeft een grote lamina spinodiapophysealis, richel tussen het doornuitsteeksel en zijuitsteeksel, die de SPRL en SPOL niet raakt. Het doornuitsteeksel heeft een uitsteeksel op de zijkant. Het doornuitsteeksel is matig hoog en matig horizontaal breed. De lamina prespinal (PRSL), de richel op de voorzijde van het doornuitsteeksel, is relatief breed.

### Skelet
De eerste staartwervel is licht opisthocoel, bol van voren, zoals bij sommige rebbachisauriden, en hol van achteren, een zeldzame toestand bij sauropoden die verder bekend is van Opisthocoelicaudia, Abdarainurus en Daxiatitan. Het ontbreken van een pleurocoel is vrij normaal voor een rebbachisauride, hoewel sommige verwanten die wel hebben. De wervelboog en de zijuitsteeksels zijn sterk gepneumatiseerd. Het vleugelvormig zijuitsteeksel is een basaal kenmerk dat echter bij rebbachisauriden soms ontbreekt. De zijuitsteeksels steken tamelijk steil omhoog wat typisch is, een synapomorfie, voor de Rebbachisauridae. De PRCDF holt de voorrand van het zijuitsteeksel uit. Deze groeve is bij Dzharatitanis basaal breed en ondiep, onderverdeeld door een schuine richel. Het ontbreken van de TPRL is zeldzaam bij rebbachisauriden. Normaal is dat een TPOL afwezig is, een lamina interpostzygapophysealis die de achterste gewrichtsuitsteeksels overdwars verbindt. Wel zijn meestal de onderranden van deze uitsteeksels, zowel de voorste als achterste, verbonden. Ook normaal is de aanwezigheid van een hyposfeenrichel. Het doornuitsteeksel heeft een driehoekig zijuitsteeksel, net als de Nigersaurinae. Dat de richels op de voorzijde en achterzijde elkaar niet raken voordat ze de top van het doornuitsteeksel bereiken is zeldzaam. Dat ook de richel op de zijkant niet samenvloeit kom verder alleen voor bij Demandasaurus en Itapeuasaurus.

## Fylogenie
Dzharatitanis werd in 2021 in de Rebbachisauridae geplaatst, in een polytomie of "kam" met Demandasaurus, Nigersaurus, Rayososaurus en Rebbachisaurus. Het is dan de eerste rebbachisauride uit Azië. Het werd waarschijnlijk geacht dat Azië uit Europa gekoloniseerd werd. Er werd gewezen op bepaalde overeenkomsten tussen Dzharatitanis en Europese vormen, en gesuggereerd dat ze samen een klade zouden kunnen vormen.
Het volgende kladogram toont de positie van Dzharatitanis in de evolutionaire stamboom volgens het beschrijvende artikel.
|  | Rayososaurus                                                  |
|  |                                                               |
|  | Rebbachisaurus                                                |
|  |                                                               |
|  | Demandasaurus                                                 |
|  |                                                               |
|  | Nigersaurus                                                   |
|  |                                                               |
|  | Dzharatitanis                                                 |
|  |                                                               |
|  | \| \| Cathartesaura \| \| \| \| \| \| Limaysaurus \| \| \| \| |
|  |                                                               |
|  | Cathartesaura                                                 |
|  |                                                               |
|  | Limaysaurus                                                   |
|  |                                                               |

|  | Cathartesaura |
|  |               |
|  | Limaysaurus   |
|  |               |

|  | Rayososaurus                                                  |
|  |                                                               |
|  | Rebbachisaurus                                                |
|  |                                                               |
|  | Demandasaurus                                                 |
|  |                                                               |
|  | Nigersaurus                                                   |
|  |                                                               |
|  | Dzharatitanis                                                 |
|  |                                                               |
|  | \| \| Cathartesaura \| \| \| \| \| \| Limaysaurus \| \| \| \| |
|  |                                                               |
|  | Cathartesaura                                                 |
|  |                                                               |
|  | Limaysaurus                                                   |
|  |                                                               |

|  | Cathartesaura |
|  |               |
|  | Limaysaurus   |
|  |               |

|  | Rayososaurus                                                  |
|  |                                                               |
|  | Rebbachisaurus                                                |
|  |                                                               |
|  | Demandasaurus                                                 |
|  |                                                               |
|  | Nigersaurus                                                   |
|  |                                                               |
|  | Dzharatitanis                                                 |
|  |                                                               |
|  | \| \| Cathartesaura \| \| \| \| \| \| Limaysaurus \| \| \| \| |
|  |                                                               |
|  | Cathartesaura                                                 |
|  |                                                               |
|  | Limaysaurus                                                   |
|  |                                                               |

|  | Cathartesaura |
|  |               |
|  | Limaysaurus   |
|  |               |

|  | Rayososaurus                                                  |
|  |                                                               |
|  | Rebbachisaurus                                                |
|  |                                                               |
|  | Demandasaurus                                                 |
|  |                                                               |
|  | Nigersaurus                                                   |
|  |                                                               |
|  | Dzharatitanis                                                 |
|  |                                                               |
|  | \| \| Cathartesaura \| \| \| \| \| \| Limaysaurus \| \| \| \| |
|  |                                                               |
|  | Cathartesaura                                                 |
|  |                                                               |
|  | Limaysaurus                                                   |
|  |                                                               |

|  | Cathartesaura |
|  |               |
|  | Limaysaurus   |
|  |               |

|  | Rayososaurus                                                  |
|  |                                                               |
|  | Rebbachisaurus                                                |
|  |                                                               |
|  | Demandasaurus                                                 |
|  |                                                               |
|  | Nigersaurus                                                   |
|  |                                                               |
|  | Dzharatitanis                                                 |
|  |                                                               |
|  | \| \| Cathartesaura \| \| \| \| \| \| Limaysaurus \| \| \| \| |
|  |                                                               |
|  | Cathartesaura                                                 |
|  |                                                               |
|  | Limaysaurus                                                   |
|  |                                                               |

|  | Cathartesaura |
|  |               |
|  | Limaysaurus   |
|  |               |

|  | Rayososaurus                                                  |
|  |                                                               |
|  | Rebbachisaurus                                                |
|  |                                                               |
|  | Demandasaurus                                                 |
|  |                                                               |
|  | Nigersaurus                                                   |
|  |                                                               |
|  | Dzharatitanis                                                 |
|  |                                                               |
|  | \| \| Cathartesaura \| \| \| \| \| \| Limaysaurus \| \| \| \| |
|  |                                                               |
|  | Cathartesaura                                                 |
|  |                                                               |
|  | Limaysaurus                                                   |
|  |                                                               |

|  | Cathartesaura |
|  |               |
|  | Limaysaurus   |
|  |               |

|  | Rayososaurus                                                  |
|  |                                                               |
|  | Rebbachisaurus                                                |
|  |                                                               |
|  | Demandasaurus                                                 |
|  |                                                               |
|  | Nigersaurus                                                   |
|  |                                                               |
|  | Dzharatitanis                                                 |
|  |                                                               |
|  | \| \| Cathartesaura \| \| \| \| \| \| Limaysaurus \| \| \| \| |
|  |                                                               |
|  | Cathartesaura                                                 |
|  |                                                               |
|  | Limaysaurus                                                   |
|  |                                                               |

|  | Cathartesaura |
|  |               |
|  | Limaysaurus   |
|  |               |

|  | Rayososaurus                                                  |
|  |                                                               |
|  | Rebbachisaurus                                                |
|  |                                                               |
|  | Demandasaurus                                                 |
|  |                                                               |
|  | Nigersaurus                                                   |
|  |                                                               |
|  | Dzharatitanis                                                 |
|  |                                                               |
|  | \| \| Cathartesaura \| \| \| \| \| \| Limaysaurus \| \| \| \| |
|  |                                                               |
|  | Cathartesaura                                                 |
|  |                                                               |
|  | Limaysaurus                                                   |
|  |                                                               |

|  | Cathartesaura |
|  |               |
|  | Limaysaurus   |
|  |               |

In een tweede artikel uit 2021 werd Dzharatitanis onder voorbehoud in de Titanosauria geplaatst.